# ポール・フルーリ・エラール
ポール・フルーリ・エラール (Paul Flury-Hérard、1836年2月1日 - 1913年10月1日)は、フランスの銀行家 。在仏日本名誉総領事。フリュリ・エラールとも。

## 経歴
1867年、徳川昭武に随行し、フランスへ渡った渋沢栄一の世話をすると共に、資本主義経済の仕組みを教えた。またある日、昭武のお守り役のレオポルド・ヴィレットと銀行家であるエラールが対等に対談している場面に出会した栄一は、エラールが商人でありながらも尊敬されている事実に大きな衝撃を受けたと言う。
1866年、1885年と2度結婚している。1874年9月25日、レジオンドヌール勲章受賞。